# Chelonus basilaris
Chelonus basilaris är en stekelart som först beskrevs av Thomas Say 1824.  Chelonus basilaris ingår i släktet Chelonus och familjen bracksteklar. Inga underarter finns listade i Catalogue of Life.